# Tachychlora flavidisca
Tachychlora flavidisca là một loài bướm đêm trong họ Geometridae.